# Hidenori Ishii
Hidenori Ishii (jap. 石井 秀典 Ishii Hidenori; ur. 23 września 1985) – japoński piłkarz występujący na pozycji obrońcy. Obecnie występuje w Tokushima Vortis.

## Kariera klubowa
Od 2008 roku występował w klubach Montedio Yamagata i Tokushima Vortis.